# Braunbier
Braunbier ist eine veraltete Bezeichnung für dunkle Gerstenbiere.
In mehreren Regionen Mitteleuropas waren über Jahrhunderte hinweg nur Gerste und Weizen als Braugetreide zugelassen. Zur Unterscheidung von Weißbieren, die aus Weizen und Gerste gebraut werden, wurden einfache, reine Gerstenbiere als Braunbier bezeichnet. Dabei galten Braunbiere im Vergleich zu Weißbieren als einfaches Alltagsgetränk. In Bayern bezeichnete Braunbier ab dem 18. Jahrhundert ein kräftiges, untergäriges Gerstenbier, während jedes obergärige Bier Weißbier genannt wurde.